# Veliki most reke Han
Veliki most reke Han, tudi Most Hangang (korejsko 한강대교; dobesedno Veliki most čez reko Han) prečka reko Han v Seulu v Južni Koreji. Povezuje okrožji Jongsan na severu in Dongdžak na jugu ter prečka umetni otok Nodeulsom. Most ima osem prometnih pasov.
Mostova, zgrajena na ta način, sta 440 m dolg most Hangang s 7 razponi po 60 m, ki povezuje Norjangdžin in Nakanošimo, ter 188 m dolg mali most Hangang s 3 razponi po 60 m, ki povezuje Nakanošimo čez belo peščeno plažo z Jongsanom. Ta dva sta bila skupaj imenovana peš most Hangang.
Videz mostu Hangang, ki je bil razširjen po porušitvi med veliko poplavo leta Eulčuk. Oglata oblika rešetke je bila spremenjena v mehko obliko.
Korejska meteorološka uprava meni, da je reka Han zamrznjena, ko zamrzne 100-metrski odsek vode med drugim in četrtim stebrom južnega razpona.

## Zgodovina
Na mestu sodobnega mostu so bili privezani pontonski mostovi, vendar reka Han ni imela fiksnih prehodov, dokler ni bil leta 1900 dokončan bližnji železniški most Hangang. Načrti za cestni most so se uresničili šele leta 1917, ko je bil odprt prvotni most za pešce (indogjo). Leta 1925 se je zaradi velike poplave v letu vola zrušil nasip, ki je povezoval oba mostova v bližini Nakanoshime, kar je blokiralo promet. V tem času se je pojavil izraz »Most čez reko Han je odplaval«. Porušeni most čez reko Han je bil začasno obnovljen z jeklenim okvirjem, gradnja pa se je začela leta 1935, da bi razširili razpon. Oktobra 1935 je bil zgrajen drugi razpon in dodani tramvajski tiri.
Kmalu po izbruhu korejske vojne so južnokorejske čete 28. junija 1950 bombardirale most, da bi upočasnile invazijske sile, saj je bil to edini cestni prehod reke. V bombardiranju mostu Hangang je umrlo med 500 in 1000 ljudi, večinoma civilnih beguncev, ki niso bili obveščeni o načrtih za uničenje mostu. Oktobra 1950 je bil začasno obnovljen z obratovanjem po enem pasu. Most je bil v celoti obnovljen šele leta 1954.
Leta 1982 so k obstoječim štirim dodali še štiri vozne pasove in ga preimenovali v most Hangang.
Oktobra 2017 je praznoval 100. obletnico od dokončanja. 10. septembra 2020 je bil registriran kot prva registrirana kulturna lastnina metropolitanskega mesta Seul, kar je bila prva registrirana kulturna lastnina mesta.

## Galerija
- Predhodni most, namenjen samo pešcem (ok. 1910)
- Most z južnega brega reke (ok. 1920)
- Most na japonski razglednici (1937)
- Med slovesnostjo ob ponovnem odprtju mostu po korejski vojni (1958)
- Tabla z imenom mostu na enem koncu (2020)